# Paranã
Paranã é um município brasileiro do estado do Tocantins. Localiza-se a uma latitude 12º36'55" sul e a uma longitude 47º52'59" oeste, estando a uma altitude de 274 metros. Sua população estimada em 2022 é de 10 542 habitantes. Possui uma área de 11 217,373 km².

## História
O município, fundado em 1857, com o nome de São João das Duas Barras ou São João da Palma, foi uma comarca com status de capitania entre 1808 e 1814, e província entre 1821 e 1823, quando foi finalmente extinta.